# Санта Марија дела Грације
Санта Марија дела Грације (итал. Chiesa di Santa Maria delle Grazie) или (итал. Santa Maria delle Grazie) је базилика и уједно главна црква манастира доминиканског реда у Милану. Црква је уврштена на УНЕСКО-ву листу Светске баштине, заједно са фреском Тајна вечера, радом Леонарда да Винчија

## Изградња
Изградња цркве се везује за 1459. годину. Црква је изграђена по налогу Франческа I Сфорца. У почетку је то била мала капела за молитву у којој се чувала икона Богородице. Винченцо Бандело, старешина манастира, добио је дозволу да преправи првобитну грађевину и читаво здање прошири. Године 1963. додаје се и манастирско здање, које од 1497. године прима припаднике ломбардијског огранка реда светог Доминика. Изградња шеснаестостране основе на којој почива купола са 32 дводелна прозора поверена је Ђованију Антонију Амадеу (1447—1522), италијанском скулптору, архитекти и инжињеру. Испод ње је хор са квадратном основом који је пројектовао Донато Браманте (1444—1514).

### Рад Доната Брамантеа
Рад на цркви Браманте је започео касних осамдесетих година 15. века и наставио је до самог краја изградње. На спољашњости, гађевина се састоји од дугачких, прилично ниских бочних бродова и главног брода из најранијег периода изградње. На источном крају се налази веома велики хор који прераста у огромни осмоугаони тамбур са малом лантерном. На све три стране хора постоје апсидалне пројекције од којих две бочне представљају крила трансепта, док трећа представља завршетак хора. Ефекат који је Браманте желео да постигне је независна грађевина централног плана, лабаво прикачена дугачком броду цркве. Пресек и план сасвим јасно приказују изненадност споја. Унутрашњи ефекат је више задовољавајући што Браманте приписује свом раду, док се спољашњост приписује претходним архитектима и локалним зидарима. Ефекат у унутрашњости цркве је извесна светлост и јасноћа, са геоматријским шарама и осликаним прозорима у виду точка. Манастирски комплекс има и уређено двориште. Ово двориште често називају и Двориште мртвих зато што је предвиђено за сахрањивање калуђера. На источној страни су собе за спавање, на два спрата. На источној страни је, такође, и зборница, док је на северној страни и библиотека са драгоценим књигама.

## Тајна вечера
Тајна вечера је слика која се налази на зиду северном трпезарије манастира. Слику је од Леонарда да Винчија, који је тада био дворски уметник, наручио Лудовико Сфорца. Рађена је у периоду од 1494. и 1498 године. Ова слика је одувек признавана као први класични израз идеала сликарства високе ренесансе. Слика је висока 4,6 m, а дугачка 8,8 m, баш како је Лудовико и захтевао. Иако се данас назива фреском, она то није. У ренесансној Италији, техника фреско значила је наношење пигмента размућеног у води на влажан малтер на зиду или таваници. Када пигмент дође у додир са малтером, хемијском реакцијом настаје калцијум-карбонат који везује боју на површини зида. Уметници су морали брзо да раде пре него што се малтер осуши јер се фреска готово није могла мењати када је завршена. То је ограничавало рад уметника на свега један дан. Да Винчи је одлучио да испроба нове идеје. Премазао би камени зид трпезарије слојем црне смоле, гипса и мастикса, да би га уједначио, а онда је сликао темпером и уљаним бојама. Ово комбиновање је Леонарду омогућило коришћење ширег спектра боја и више времена за рад на самој слици. Нажалост, ова техника се показала нестабилном. Слика још увек није била ни завршена, а већ је почела да пропада.

### Симболичност
Тајна вечера није била нова тема. Многи уметници пре Леонарда су приказали ову сцену. Због мотива хране и жртве посебно је била пригодна за манастирске трпезарије. Леонардо је наследио шему која је већ дуго задовољавала религиозне каноне и очекивања посматрача: једанаесторица апостола седе за столом окренути посматрачу, Исус Христ је у средини. Леонардо је насликао драматични врхунац, а не као други уметници пре њега - моменат када Исус пружа Јуди хлеб умочен у вино. Приказао је страшан тренутак откривања истине у Христовим речима: Један између вас издаће ме. Ликови су поређани линеарно и окренути ка посматрачу, а не око округлог и правоугаоног стола, како би се лакше уочила емоција - запрепашћење, ужаснутост, разочарање и друга осећања апостола. Леонардо је поделио своје ликове у четири групе по тројицу. Слева надесно су Вартоломеј, Јаков и Андрија; затим Јуда, Петар и Јован ; Исус; Тома, Јаков Старији и Филип; и Матеја, Тадеј и Симон.

### Простор и перспектива
У овој верзији сцене важну улогу има и начин на који је Леонардо представио простор и перспективу. Намеравао је да употребом перспективе да слици дубину и тиме учини да манастирска трпезарија изгледа веће. Блага светлост, која долази са прозора на левој страни трпезарије, везује слику са просторијом тако што осветљава сцену на слици. Десни зид Тајне вечере делује као да рефлектује светлост са прозора. Унутрашња светлост на слици долази управо иза Исусове главе, формирајући неку врсту природног ореола око њега. Приликом израде слике и конструкције ликова, уметник је користио и сфумато технику, по којој је и данас познат.

## Други светски рат
Током Другог светског рата, приликом англо-америчког бомбардовања Италије црква и цео манастирски комплекс били су значајно оштећени. У ноћи између 15. и 16. августа, авијација је приликом бомбардовања срушила већи део цркве и трпезарије. Северни зид на коме се налази Тајна вечера није срушен захваљујући врећама са песком које су штитиле фреску. Ипак, фреска је оштећена, те се дуго радило на њеној рестаурацији како би се поправило стање и како би се она конзервирала.